# Chiesa di Santa Maria in Acone
La chiesa di Santa Maria in Acone si trova nel comune di Pontassieve.
La sua fondazione, come oratorio, risale al 925. La chiesa ebbe fra i suoi patroni i Donati e l'ospedale fiorentino di San Matteo.
Notevolmente rimaneggiata nel corso dei secoli, subì un completo restauro nel 1910 ad opera di Leto e Galileo Chini. A quest'epoca risalgono la decorazione dell'abside, il paliotto d'altare in ceramica, e la lunetta con l'Assunta sul portale d'ingresso.
Appartengono a questa chiesa una tavola con la Madonna in trono e santi, della fine del secolo XV, e una tela con la Madonna del Carmine del secolo XVI, attualmente presso la cappella della Misericordia di Pontassieve. Sulla facciata è murato un frammento erratico in arenaria, con decorazioni a intreccio, risalente al secolo XII.